# Rim of Africa
Der Rim of Africa ist der längste Berg- und Fernwanderweg in Südafrika. Er führt durch die Kap-Region und verläuft entlang des Kap-Faltengürtels. Die 650 km lange Strecke startet in Cederberg und führt zu den Outeniqua-Bergen.

## Geschichte
Die Etablierung des Weges geht auf eine private Initiative von zwei südafrikanischen Bergwanderern zurück. 2007 trafen sich die Bergwanderer Galeo Saintz und Ivan Groenhof und hatten die Idee für einen Wanderweg entlang der Berge in der Kap Region. 2009 starteten sie ihre erste Fundraising Kampagne zur Finanzierung des Projektes. Die beiden wurden 2012 zur zweiten World Trails Conference in Südkorea eingeladen. Dort wurde das "World Trails Network" gegründet und Rim-of-Africa-Mitgründer Galeo Saintz in den Vorstand gewählt.

## Route
Der Rim of Africa startet am Phakius-Pass in Cederberg und führt zum Outeniqua-Pass bei George. Dabei verläuft der Weg über sechs Bergpässe und passiert Naturparks und UNESCO-Welterbe-Stätten.